# 스케이트파크

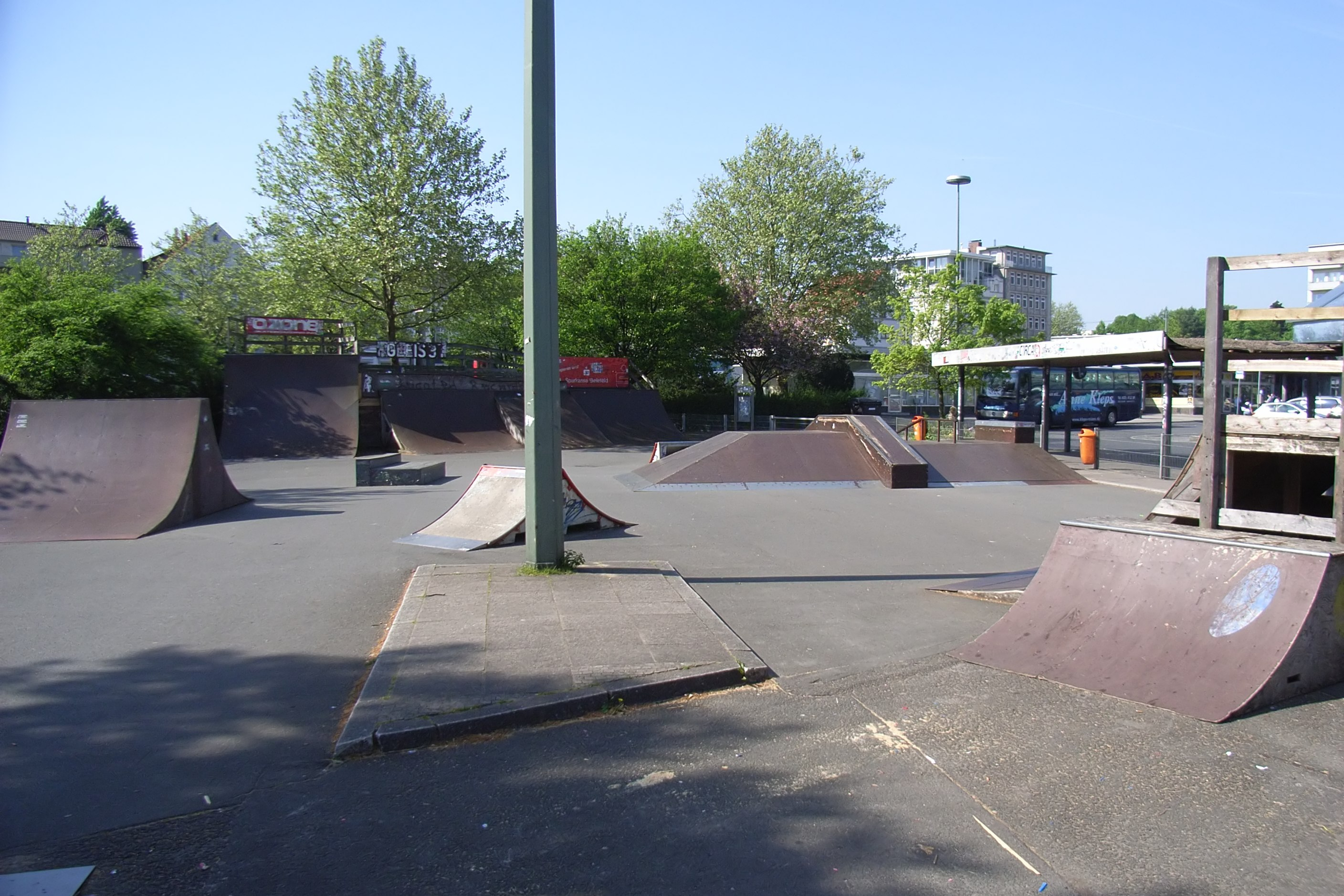
스케이트보드장

스케이트파크(영어: Skatepark)는 주로 스케이트보드, 어그레시브 인라인 스케이트, 프리스타일 BMX 용으로 만들어진 운동 시설이다. 포장면에 점프대 등의 구조물 (섹션)이 설치되어있다. 약어 및 경기 종목으로 단순히 파크(Park)라고도 불린다.